# أندرياس لودفيغ
أندرياس لودفيغ (بالألمانية: Andreas Ludwig)‏ (11 سبتمبر 1990 أولم ألمانيا - ) هو لاعب كرة قدم ألماني يلعب كلاعب وسط.

## روابط خارجية
- أندرياس لودفيغ على موقع قاعدة بيانات كرة القدم.إي يو (الإنجليزية)
- أندرياس لودفيغ على موقع بيانات كرة القدم. دي إي (الألمانية)
- أندرياس لودفيغ على موقع Soccerway.com (الإنجليزية)
- أندرياس لودفيغ على موقع عالم كرة القدم.نت (الإنجليزية)
- أندرياس لودفيغ على موقع AS.com (الإسبانية)